# Безпекознавство
Безпекознавство — # наука про безпеку;
1. наука, яка вивчає закономірності ефективного забезпечення безпеки у соціальних, біологічних та технічних системах, котрі реалізуються за допомогою відповідних відносин у сфері безпеки;
2. галузь науки, що здійснює свою мету на базі творчого осмислення та переосмислення концептуального, теоретичного багатства управління, синергетики, біології, генетики, геополітики, права, стратегії, філософії, соціології, антропології та багатьох інших наук. Безпекознавство є своєрідною матрицею наук і наукових напрямів про безпеку;
3. суспільна міждисциплінарна наука, яка досліджує загальні та специфічні об'єктивні закономірності організації та функціонування систем безпеки різного класу і виробляє на підставі їх пізнання загальні теоретичні положення, які спрямовані на підвищення ефективності їх функціонування;
4. галузь знань, яка інтегрує прикладні аспекти політичних, соціальних, воєнних, економічних, технічних, гуманітарних та інших наук і орієнтована на дослідження сутності, змісту, методів, форм, органів, сил та засобів забезпечення безпеки об'єкта за умови впливу чинників внутрішнього та зовнішнього характеру.(термін В. А. Ліпкана).